# Хидронефроза
Хидронефроза је болест урогениталног система која се карактерише проширењем каналног система бубрега. Настаје као последица повратног притиска на бубрег изазваног накупљања мокраће у мокраћним каналима, када мокраћа не може нормално отицати због механичког зачепљења. Ако се хидронефроза не лечи, правовремено и адекватно, у терминалној фази болести настаје тешко оштећење бубрега које може довести до трајног отказивања његових функција.

## Анатомија и функције бубрега
Број и величина
Бубрег је парни орган који излучује мокраћу. Код одраслих особа, његова тежина износи око 120–200 грама. Дужине је око 11 cm, ширине око 5 cm, а дебљине око 3 cm.
Положај
Бубрег је смештен иза трбушне марамице. Његова горња трећина лежи на пречаги, на граници горње и средње трећине трбушне дупље, укосо у односу на XII ребро, док је хилус или удубљење бубрега, када је особа у лежећем положају, у висини II лумбалног или слабинског пршљена. Уздужна (вертикална) осовина бубрега положена је косо тако да су горњи полови ближе од доњих, а десни бубрег у трбушној дупљи лежи нешто ниже од левог.
Грађа
На попречном пресеку бубрег од врха до дна, макроскопски се могу уочити две карактеристичне зоне: спољашња зона или кора (лат. cortex renis) и унутрашња зона или срж (лат. medulla renis). Бубрежна кора је тамније боје и има зрнасту структуру, а бубрежна срж је пругаста и светлија.
Бубређна срж гради бубрежне или Малпигијеве пирамиде, чија база је окренута према горе, а врх према хилусу (удубљењу бубрега). Изданци кортикалне материје спуштају се до хилуса у виду пругастих структура или медуларних зранаца (Ферајнове пирамиде). Бубрежна пирамида, са делом кортикалне материје који је изнад ње, чини лобус (режањ) или ренулус. У бубрегу одрасле особе налази се 10–20 ренула. Врхови пирамида (папиле) садрже тзв. решеткасто поље са 10–20 папиларних отвора, путем којим се мокраћа из сржи излива у мале бубрежне чашице (лат. calyces renales minores). Спајањем две-три мале чашице настају велике бубрежне чашице (лат. calyces renales majores), а оне се отварају у бубрежну карлицу и мокраћовод.
Кора се дели на две зоне, од којих се радијална део (лат. pars radiata) наставља на базу пирамиде и садржи равне каналиће, који долазе из пирамида, а преостали горњи део коре је конвулта (лат. para convulta), која садржи гломеруле (Малпигхијева телешца) и завијене каналиће. Од супротног пола гломерула (уринарни пол) одлазе бубрежни каналићи, који се деле; на завијене каналиће I реда (проксималне каналиће), Хенлеове петље; завијене каналиће II реда (дисталне каналиће) и одводне каналиће. Ти каналићи заједно с гломерулима чине нефрон.
Нефрон (лат. nephron) је основна морфолошка и функционална јединица бубрега. Сваки бубрег се састоји од преко милион нефрона и сваки од њих може потпуно самостално да ствара мокраћу. Човек може да живи док му је функционална барем 1/3 нефрона.
Бубрег се састоји од 1–4.000.000 нефрона, који анатомско хистолошки гледано чине:
- Бубрежно телашце, корпускул или почетни део нефрона. То је формација лоптастог облика, дијаметра око 200μm која се састоји од гломерула и Боуманове капсуле). Боуманова капсула изграђена од два листа. Спољашњи или паријетални лист капсуле ограничава бубрежни корпускул и одваја га од околног паренхима, а на васкуларном полу прелази у унутрашњи или висцерални лист. Интеркапсуларни простор налази се између два листа Бауманове капсуле, у који се филтрира примарна мокраћа (ултрафилтрат крви). Капилари гломерула су фенестрираног типа, без дијафрагме и 500 пута су пропустљивији од обичних соматских капилара.
- Каналићи нефрона или капсуларни проксимални завијени каналић и дистални завијени каналић, чија је функција активна ресорпција натријум хлорида (кухињске соли).[6] Проксимални каналићи се настављају на танки и дебели крак Хенлеове петље, која има важну улогу у концентрисању мокраће Проксимални каналићи су одговорни за реапсорпцију око 60% гломеруларног ултрафилтрата мокраће[6][5].
- Хенлеова петља (аnsa nephronii) која има облик латиничног слова U састоји се од 4 крака: 2 танка и 2 дебела која такође улазе у грађу нефрона - основне јединице бубрега. Хенлеова се петља се састоји од танког силазног сегмента, танког узлазног сегмента и дебелог узлазног сегмента. Танки силазни и узлазни сегмент грађени су од танког, метаболички слабо активног епитела без четкастих превлака. Дебели узлазни сегмент почиње не средини узлазног тока и има високи епител, врло метаболички активан у смислу реапсорпције натријума, хлорида и калијума (25% укупног филтрираног). Задржавајући натријум Хенлеова петља учествује у задржавању воде у организму.
- Одводни каналићи (tubuli renalis colligens), који одводе мокраћу до папила а одатле у мокраћовод.

Функција
Механизам стварања мокраће обухвата три фундаментална процеса: филтрацију, реапсорпцију и секрецију. Стварање примарне мокраће почиње филтрацијом велике количине течности (крви) из гломерулских капилара, кроз крвно-мокраћну мембрану, у Боуманову капсулу. Овај ултрафилтрат крви затим улази у систем тубула, где се одвија реапсорпција (враћање одређених супстанци из филтрата у крвоток) и секреција-излучивање (транспорт јона и других супстанци из крвотока у бубрежне тубуле). Као резултат настаје коначна мокраћа, која се преко мокраћовода (ureter) одводи из бубрега у мокраћну бешику.

## Епидемиологија
Морбидитет/морталитет
Након аутопсије 59.064 особа, у САД, која је укључивала испитанике узраста од новорођенчади до старијих особа хидронефроза је установљена у 3,1% случајева. У наведеној студији, разлике засноване на полу нису евидентне до старости од 20 година. У доби од 20-60 година, хидронефрозе је чешћи код жена, највероватније због трудноће и гинеколошког малигнитета. Код мушкараца, болести простате означени су као узрок пораста преваленце хидронефрозе након 60 година старости. Аутопсија у овој студије такође је указала да хидронефрозе је присутна у 2-2,5% деце, која је доминантно незнатно повећана код дечака, од којих је већина у студију била млађа од 1 године.
Хидронефроза се најчешће јавља на левом бубрегу, а у 35-40% случајева на десном бубрега. Обострана хидронефроза је јако ретка, и по правилу, присутна у око 5% случајева.
Полне разлике
Код жена, трудноћа и гинеколошки облици рака најчешћи су узроци хидронефрозе. У животној доби од 20-60 година, учесталост хидронефрозом је већа код жена него код мушкараца.
Код мушкараца, секундарна опструкција мокраћних путева изазвана хипертрофијом простате и раком простате главни су узроци хидронефрозе. Сходно томе, код старијих пацијената (> 60 година), учесталост хидронефрозом је већа код мушкараца него код жена.
Старосне разлике
Код младих одраслих особа, камен у мокраћним путевима најчешћи је узрок хидроуретера и хидронефрозе.
Код деце и новорођенчади, релативна учесталост узрока антенаталне хидронефрозе је последица:
- Пролазне опструкције - 48%
- Физиолошких поремећаја -15%
- Опструкције уретеропелвичног сужења - 11%
- Везикоуретералног рефлукс - 9%
- Мегауретера - 4%
- Мултицистичне дисплазије бубрега - 2%
- Уретерокеле - 2%
- Задњег уретралног валвуле - 1%

## Етиологија
Као могући етиолошки фактори хидронефрозе наводе се бројни и унутрашњи и спољашњи чиниоци, који су наведени у доњим табелама:

### Унутрашњи узроци хидронефрозе
| Локализација    | Узроци |
| --------------- | --- |
| Уретер          | - Опструкција уретера изазвана каменом у бубрегу, вероватно је најчешћи узрок за настанак једностране хидронефрозе. Наиме камен се постепено помера из бубрега ка бешици, и понаша се као нека врста бране, која омета проток мокраће кроз уретер, доводећи до тога да бубрег набубри. - Крвни угрушак - Стриктура или ожиљак уретера |
| Уретра          | - Немогућност да се бешика испразни (задржавања мокраће) из било ког разлога може изазвати билатерални хидронефрозу. - Сужења уретре - Уретрална валвула - Рак уретре |
| Мокраћна бешика | - Рак мокраћне бешике - Камење у мокраћној бешици - Цистокела - Контрактура врата мокраћне бешике |

### Спољашњи узроци хидронефрозе
| Локализација    | Узроци |
| --------------- | --- |
| Уретер          | - Тумор или канцер који са спољашње стране компримује уретер и спречава проток мокраће (лимфом и сарком), посебно ако тумор налазе у ретроперитонеалном простору. - Ретроперитонеална фиброза - Рак грлића материце - Карцином простате - Трудноћа - Пролапс материце - Ожиљци настали након радиотерапије на трбушним органима. |
| Уретра          | - Хипертрофија простате или едем простате чест је узрок ретенције мокраће и развоја хидронефрозом код мушкараца. - Карцином простате - Примери функционални узроци хидронефрозе |
| Мокраћна бешика | - Неурогена бешике или немогућност бешике да нормално функционише је функционални поремећај који настаје услед оштећења нерава који је инервишу. Ово се може десити код тумора мозга, повреде или тумора кичмене мождине, мултипле склерозе, шећерна болест итд. - Везикоуретерални рефлукс или функционалног поремећаја у коме се мокраћа враћа назад из бешике у уретер (нпр, пренатална хидронефрозе која се може јавити у било ком тренутку феталног развоја). |

## Патогенеза
Код здраве особе мокраћа се креће кроз мокраћне канале и из бубрега излази под врло ниским притиском. Уколико је нормалан проток мокраће нарушен, мокраћа се ретроградно од места зачепљења накупља у малим тубулима бубрега и његовом централном делу, доводећи до све већег проширења бубрега и уништења нежног бубрежног паренхима. Као последица пораста притиска мокраће, услед дуготрајне и јаке хидронефрозе, у терминалној фази болести настаје постепено смањење и губљење бројних бубрежних функције.
Застој у протоку и излучивању мокраће може довести до инфекције, стварања ожиљака у бубрегу, каменаца и сепсе и појаве хипертензије. Механизам одговоран за елевацију крвног притиска варира са дужином трајања и врстом опструкције.

### Нејасни узорци хипертензије код опструкције
Оно што, међутим, остаје и дање нејасно је, зашто фактори описани у даљем тексту резултују хипертензијом у само мањем броју пацијената са опструкцијом:
- Акутне, једностране опструкције могу изазвати хипертензију преко активације ренин-ангиотензин система.[11]
- Секреција ренина је обично нормалан код пацијената са билатералном опструкцијом уринарног тракта или код изолованих функционалних сметњи бубрега.[11] У том стању, бубрежне инсуфицијенције типична је узрок експанзије волумена; високог крвног притиска, највероватније као један од разлога за успостављање диурезе изазване опструкцијом.
- Активност плазма ренина је такође обично нормална у хроничној једностраној опструкцији, јер присуство другог здравог бубрега спречава да бубрези задржавају течност у организму.[11] Осим тога, опструкцију у бубрежним каналима не може исправити хипертензије. Ова запажања сугеришу да су можда нека друга трајна оштећење код камена у мокраћном систему узрок пораста крвног притиска, тако да хидронефроза нема директне везе са обољењем бубрега.[11]

### Фазе у развоју хидронефрозе
Болест се у начелу развија кроз следеће три фазе:
Прва фаза
У овој фази, упркос чињеници да постоји застој у протоку мокраће бубрежне чашице и карлица нису повећане. Бубрег и даље нормално функционише, или је функција лакше нарушена.
Друга фаза
У овој фази хидронефрозе уочава се раст величине бубрега за 15-20%, од нормалне, и значајно проширење бубрежних карлица, које настаје као резултат, смањења дебљине бубрежног паренхима. Ову фазу прати пад бубрежних функција за 20-40% 
Трећа фаза
У овој фази величине бубрега је за 1,5-2 пута већа него обично. Она је последица значајног проширење бубрежне карлице и појаве бројних шупљина испуњених мокраћом. У овој фази бубрег практично не функционише.

## Клиничка слика
Клиничка слика и њени знаци и симптоми зависе о узроку зачепљења, његовој локализацији и дужини трајања.
Акутна хидронефроза
Када је зачепљење настало изненада (акутна хидронефроза), она обично доводи до појаве интермитентних бубрежних колика у слабини (подручју између ребара и кука) на захваћеној страни. 
Хронична хидронефроза
Када болест напредује споро (хронична хидронефроза ), симптоми могу изостати или се манифестују у виду тупих напада болне нелагодности у слабини захваћене стране. Хидронефроза може бити и повремена и раздируће болна због повременог препуњавања бубрежне карлице или тренутног зачепљења мокраћовода узрокованог спуштањем бубрега према доле.

### Главни симптоми
Главни симптоми бубрежне хидронефрозе су
- Бубрежне колике
- Појава крви у мокраћи (код око 10% болесника са хидронефрозом),
- Инфекције мокраћног система са пиуријом у мокраћи, праћена грозницом и повишеном температуром
- Неугодност у подручју мокраћне бешике или бубрега
- Симптоми бубрежног каменца, који настају након прекида протока мокраће.[13]
- Висок ниво уреје и других нуспродуката метаболизма у крви, који показује да бубрези не одстрањују довољну количину отпадних материја из крви.
- Цревне тегобе,најчешће су изазване неодређеним цревним симптомима и могу бити: мучнине, повраћања и бол у стомаку. Ови симптоми понекад се јављају у деце са хидронефрозом насталом као последица урођеног поремећаја бубрега.[14]

## Дијагноза
Дугогодишња хидронефроза може бити повезана са опструктивном нефропатијом и бубрежном инсуфицијенцијом. Пацијенти са потпуном или тешком делимичном обостраном опструкцијом такође могу развити акутне или хроничну бубрежну инсуфицијенцију. У другим условима, пацијент је често без симптома и резултати анализе мокраће могу бити релативно нормалан или откривају присуство само неколико белих или црвених крвних зрнаца. Зато, у дијагностици хидронефрозе обавезно треба размотрити опструкцију мокраћног система са недоказаном или необјашњивом бубрежном инсуфицијенцијом. 
Историја болести
Историја болести може бити корисно у неким случајевима, јер можда открива симптоме увећања простате или претходног малигнитета или камена у бубрегу.
Хидронефроза као и камен у бубрегу често се прво манифестује епизодама акутних бубрежних колика или грчева. Болест обично почиње; карактеристичним слабинским болом типичне локализације (види слику), који могу да прате симптоми мучнине, повраћања и благо повишене телесне температуре. Како је клиничка слика често атипична (и дуги низ година асимптоматска), дијагнозе треба да буде подржана многим клиничким испитивањима, лабораторијским и другим тестовима и одговарајућим имиџинг (радиолошким) методама, која ће омогућити брзо постављање дијагнозе и доношење одлуке о конзервативном приступу лечењу или разматрању примене других минимално инвазивних или инвазивних метода лечења.

### Основна испитивања
Историја болести
Испитивање увек треба започети анамнезом, и у њој утврдити присуство карактеристичних симптома за ову болест (бубрежне колике, промене у мокрењу особине мокраће, промене у изгледу болесника). 
Физикални преглед
У физикалном прегледу посебна пажња се обраћа:
- Изгледу болесника
- Знацима хеморагијског синдрома (због могуће руптуре-пуцања инфрареналне анеуризме аорте)
- Појава отока и високе температуре
- Болна осетљивост слабинског предела на перкусију
- Палпаторни знаци увећања бубрега, (хидронефроза)
- Стање полних органа

### Допунска испитивања

#### Лабораторијска испитивања
Испитивања мокраће
Минималан програм испитивања мокраће обухвата:
- Одређивање пХ  Вредности пХ мокраће веће од 5,8 указују на могућност постојања бубрежне тубуларне ацидозе а вредности пХ преко 7,0 на мокраћну инфекцију.
- Одређивање еритроцита, леукоцита, нитрита (тест тракама). Позитиван налаз на тест тракама за леукоците и нитрите указује такође на присуство инфекције. Уколико преглед седимента урина покаже повећан број еритроцита, могућа је механичка лезија мукозе уринарних путева услед присуства камена, инфекције или гломерулонефритиса. Повећан број леукоцита (више од 5) у седименту урина такође указује на инфекцију.
- Одређивање специфичне тежине (тест тракама/урометром)
- Преглед седимента урина (кристалурија)

Испитивање концентрационе способности бубрега
Вредности калцијума и мокраћне киселине у серуму изнад горњих граница референтних вредности постављају сумњу на хиперпаратиреоидизам и хиперурикемију и захтевају даља метаболичка испитивања
Концентрација азотних супстанци у крви и електролита у плазми и мокраћи
Вредности калцијума и мокраћне киселине у серуму изнад горњих граница референтних вредности постављају сумњу на хиперпаратиреоидизам и хиперурикемију и захтевају даља метаболичка испитивања.
Клиренс тестови
Бубрежни клиренс представља количину крви која се очисти од неке супстанце, тј представља број милилитара плазме који се очисти од неке супстанце у јединици времена при проласку кроз бубреге. Јако је добар показатељ за израчунавање величине гломеруларне филтрације, бубрежног протока крви, секрецијске функције бубрега, итд .
Када напред наведене лабораторијске анализе крви и мокраће укажу на могући поремећај у морфолошком приказу бубрега, треба посумњати на акутну или хроничну болест бубрега која се дефинише на основу присуства или одсуства оштећења бубрега и нивоа бубрежне функције, независно од типа болести бубрега
Смањена функција бубрега се дефинише као ниво креатинина у серуму ≥ 140 μmol/L или јачина гломерулске филтрација (JGF) ≤ 70 mL/min. Прогресивно и неповратно смањење јачине гломерулске филтрације (ЈГФ) одлика је хроничне слабости бубрега, која може настати и у хроничној опструкцији бубрежних канала каменцима. Када се ЈГФ смањи испод 30 mL/min, а концентрација креатинина у серуму порасте изнад 220 μmol/L, хронична бубрежна слабост убрзано напредује и доводи до неповратних промена бубрежног паренхима.
Формуле за израчунавање јачина гломерулске филтрације (JGF) и телесне површине
| Категорија пацијената                                | Параметри |
| ---------------------------------------------------- | --- |
| Мушкарци                                             | - (JGF) = (140 – године) • kg/(0,82 • креатинин у серуму) |
| Жене                                                 | - (JGF) = (0,85 X (140 – године) • kg/(0.82 • креатинин у серуму) |
| За пацијенте <20 година, треба користити ову формулу | - Телесна површина = kg0.425 • висина (cm)0.725 • 0,007184 - (JGF) = клиренс креатинина • 1.73 m² - Клиренс креатинина = (42,5 • висина (cm)/креатинин у серуму) (kg/70)0.07 |

Анализа састава камена
Анализа камена се ради после његове спонтане елиминације или после примењене терапије (дезинтеграције или операције). Према препорукама Комитета за здравствену заштиту (EAU), референтне методе за испитивање састава камена су инфрацрвена спектроскопија или дифракција x-зрацима. Овај програм испитивања се спроводи код свих категорија болесника са калкулозом мокраћног система, а на основу анализе параметара индикују се даља испитивања.

#### Радиолошка испитивања
Радиолошка испитивања бубрега и мокраћног система назива се урографија. Ова испитивања могу бити без убризгавања контрастног средстава (нативни снимак) или уз убризгавање контрастног средстава на различите начине (интравенска урографија, пијелографија, ретроградна урографија, инфузиона урографија). Радиолошка испитивања уз примену контрастних средстава не треба радити код болесника: са алергијом на контрастна средства, серумским креатинином >200 µmol/l, мијеломатозе и лечења метформином. 
Рутинске радиолошка испитивања подразумевају:
Нативна рендгенографија
Нативни рендгенски преглед бубрега, мокраћовода и мокраћне бешике треба увек започети нативном рендгенографијом мокраћног система. То је најчешће примењивана и најједноставнија метод прегледа. Код већине болесника са каменом у бубрегу, она је и довољна метода прегледа, а уједно је и обавезни и саставни део урографије.
Осим увида у присуство, величину, облик, контуре, често и положаја бубрега, метода пружа податке о евентуалним патолошким сенкама, као што су бубрежни каменови и друге промене у пројекцији мокраћног система, које би применом јодног контрастног средства могле остати неуочене.
Ултразвучни преглед
Ултразвучни преглед бубрега је неинвазивна метода прегледа који се заснива на звучним таласима високе фреквенце који пролазе кроз ткиво бубрега и мокраћне путеве различитим брзинама, а потом враћају ка сонди и визуелизују на екрану монитора.
Иако се камење мале величине и камење у уретри може превидети, што не искључује примену нативне рендгенографија, ултразвук бубрега се сматра најбољим облик снимања за особе код којих се избегава радијационо зрачење, на пример труднице и деца.
Екскреторна пијелографија (урографија)
Екскреторна урографија или интравенска пијелографија (ИВП) показује анатомско и функционално стање оба бубрега. Лучење контраста на страни камена може бити нормално, успорено или потпуно одсутно. Одсутно лучење контраста код калкулозне опструкције не значи неминовно губитак функције бубрега.
Компјутеризована ретроградна и антериградна пијелографија
Скенирање компјутерском томографијом омогућава снимање бубрежних структура у тродимензионалној пројекцији, па се препоручује код сумња на камен у бубрегу или код особа код којих се не могу применити јодна контрастна средства.
Сцинтиграфија
Радиолошка испитивања бубрега омогућавају откривање патоанатомских промена, присуство камена њиховог облика величине, тумефакција, итд.
- Неке од радиолошких (имиџинг) метода у дијагностици хидронефрозе бубрега

## Диференцијална дијагноза
У диференцијалној дијагностици, хидронефрозу и опструкцију каменом у мокраћном систему треба разликовати од следећих сродних или по клиничкој слици сличних поремећаја:
| Органски систем        | Болести |
| ---------------------- | --- |
| Мокраћни систем        | - Акутни гломерулонефритис - Папиларна некроза - Пионефроза - Опструкција мокраћног система - Инфекције мокраћног система код жена - Инфекције мокраћног система код мушкараца |
| Желудачноцревни систем | - Вирусни гастроентеритис - Упала слепог црева - Билијарне колике - Холециститис - Камен у жучним путевима - Дивертикулитис - Дуоденитис - Гастритис и пептична улкусна болест - Страна тела у гастроинтестиналном систему - Илеус - Инфламаторне болести црева - Опструкције дебелог црева - Апсцес јетре - Панкреатитис - Запаљењски процеси у карлици - Страна тела у ректуму - Опструкција танког црева - Апсцес слезине |
| Остали системи         | - Абдоминални апсцес - Епидидимитис - Инфекције карлице - Анеуризма трбушне аорте - Артериовенске малформације бубрега - Тромбоза вена бубрега - Торзија (увртање) тестиса |

## Терапија
Након свестраног сагледавања природе и узрока хидронефрозе, лекари ће се за терапију одлучити између конзервативних и хируршких метода лечења:

### Терапија хидронефрозе код фетуса и новорођенчета
У веома ретким случајевима, пренатална хидронефрозе је толико озбиљна да доводи у опасност даљи опстанак фетуса.  Обично се ради о опструкцији уретре, која је праћена олигохидрамнионом, због блокирање пражњења мокраће из бешике и оба бубрега. 
Ако се после порођаја установи да новорођенче има благу до умерену хидронефрозу, лечење се може започети применом малих доза антибиотика у циљу спречавања инфекције. Понављањем ултразвучних прегледа повремено се проверава стање и утврђује евентуално побољшање или погоршање хидронефрозе. Ако функција бубрега није озбиљно нарушена и они добро расту и развијају се, изостаје потреба за неки од инвазивних облика лечења.

### Хируршко лечење
Само у тежим случајевима неопходан је оперативни третман, који има за циљ да смањи оток и притисак у бубрегу спречи враћање и обезбеди слободан проток мокраће.
Најчешћи хируршка процедура је пијелопластика, којом се уклања сужен или опструиран део уретера. Стопа успех ове методе је 95%.